# Рашомон-ефект
Рашомон-ефект, також ефект Рашомона, ефект Расьомон, англ. Rashomon effect — це метод оповіді та написання сценарію в кіно, за якого подія отримує суперечливу інтерпретацію чи опис з боку осіб, що беруть у ній участь, таким чином надаючи різні перспективи та точки зору на один і той самий інцидент. Ефект був представлений Акірою Куросавою в фільмі «Рашомон». Термін використовується для опису феномену ненадійності свідчень очевидців.

## Ефект

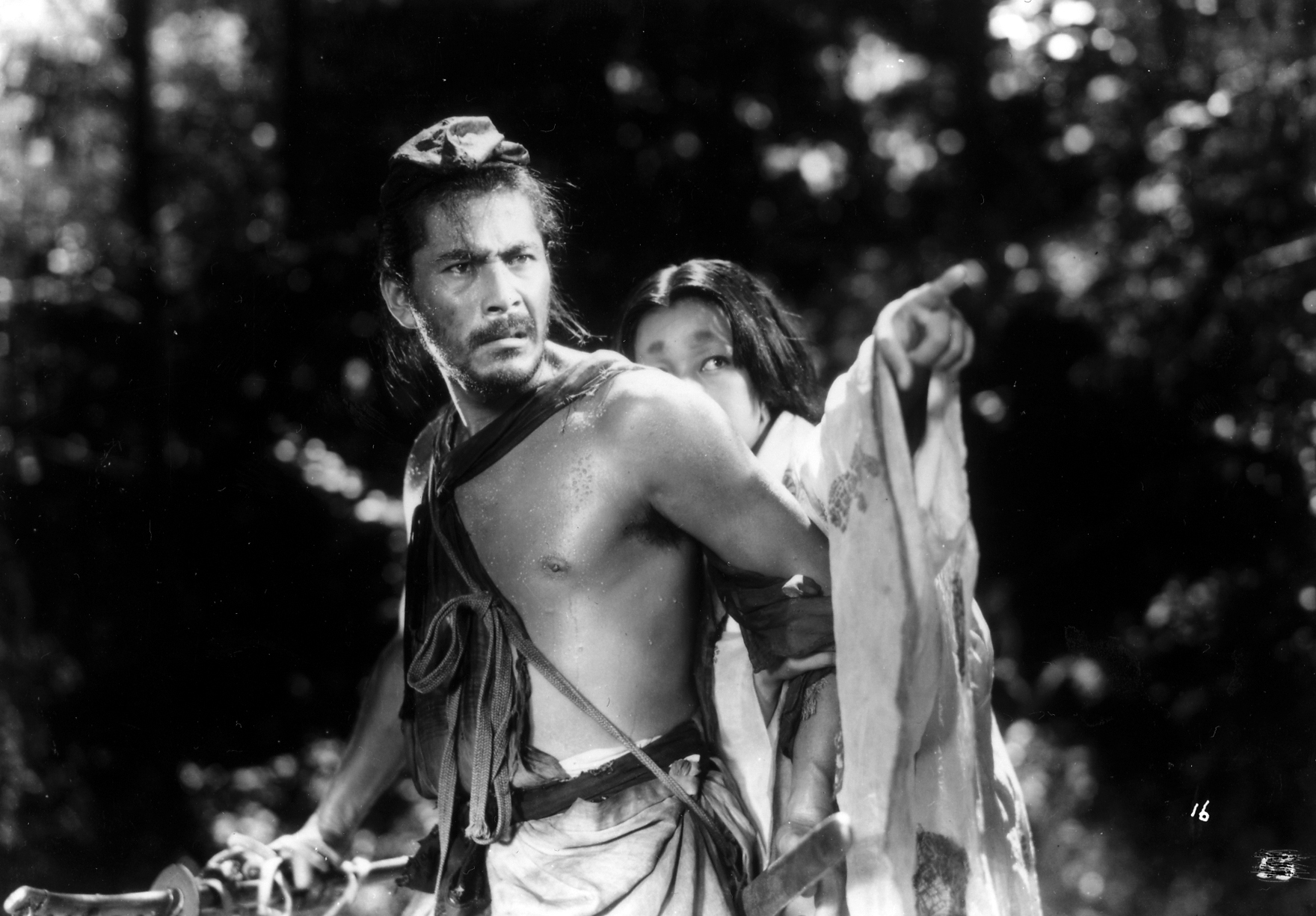
Бандит Тадзьомару і дружина самурая — два персонажі, які пропонують різні точки зору на події у фільмі «Рашомон».

Це техніка оповідання, коли режисери використовують різні точки зору на одну й ту саму подію, щоб кинути виклик уявленням про правду в кіно.
Свою назву ефект отримав від фільму «Рашомон» 1950 року, знятого японським режисером Акірою Куросавою (сценарій був написаний Шінобу Хасімото у співавторстві з Акірою Куросавою за мотивами новел Акутаґави Рюноске «Рашомон» та «В гаю»), в якому вбивство описується чотирма суперечливими способами чотирма свідками. Персонажі представляють кожен свою версію, Акутагава не наводить жодних додаткових деталей, не надає жодних пояснень. Кримінальна драма розповідає історію смерті самурая і зґвалтування його дружини в Японії приблизно XII-го століття (в період соціальної кризи), зіставляючи різні свідчення учасників подій через еліпсис. Свою версію історії розповідають розбійник Тадзьомару (з невизначеного середньовічного «лісу демонів»), дружина самурая (Мачіко Кьо), Самурай (через духовного медіума) та дроворуб Кікорі, і кожна версія суперечить іншим версіям за низкою пунктів. Події у фільмі розповідаються з точки зору різних персонажів. І відповідно, роль героя фільму змінюється залежно від точки зору того, хто веде розповідь, що призводить до представлення героя фільму в кількох іпостасях. Тому сприйняття історії глядачем  змінюється в залежності від того, хто розповідає. Одна подія розглядається з різних позицій, і глядачеві пропонується різні версії одної події, які не співпадають між собою, а це вже є яскравим прикладом варіативності, яка стає таким елементом, що виводить історію на новий рівень драматургії, де глядач стає частиною видовища, змушений виносити власне судження про побачене і роль персонажів у драмі, зважуючи реалістичність тієї чи іншої версії. Кожна з цих розповідей подається як «історія в історії», що підкреслює її очевидний реалізм, але в кінцевому підсумку жодна з них не представляється правдивою. Всі вони, під певним кутом зору, є правдивими, але ця правда є умовною і пояснюється залежно від контексту, передісторії та стану кожної людини. Те, що насправді відбулося, ніколи не буде з'ясовано.
Підхід Куросави мав значний кінематографічний та культурний вплив, оскільки цей фільм приніс у кіно та телебачення несподівану та дуже відмінну розповідь від того, що бачили раніше. Більшість кіноглядачів середини 20-го століття не звикли, що їх може ввести в оману кінокамера замість того, щоб розповісти одну достовірну історію.
Елементи підходу Рашомона були помічені і раніше. Наприклад, фільм 1941 року про газетного короля «Громадянин Кейн» (Орсона Уеллса) оповідається через кілька спогадів (флешбеків), кожен з яких має дещо різний фокус, коли п’ятеро близьких людей Кейна розповідають про нього.  Також ідея ненадійних оповідачів має довгу літературну історію, яка сягає 1920 року, як-от німецька класика «Кабінет доктора Калігарі».
Але «Рашомон» (1950) поєднує в собі кілька ненадійних оповідачів із кількома спогадами про ту саму подію та ніколи не говорить глядачеві, кому вірити.
Фільм Акіри Куросави «Рашомон» 1950 року був одним з перших японських фільмів, який отримав визнання критиків у всьому світі. Коли фільм вийшов на екрани, він ознаменував поворотний момент в історії кіно, а  Куросава став кінематографічною зіркою. Фільм «Рашомон», в якому чотири рази розповідається про жорстокий злочин, з точки зору кожного з його учасників, залишаючи глядачеві вирішувати, яку версію він хоче прийняти, став класикою японського кінематографа. Кінострічка стала великим проривом і дивовижним кінодосвідом (головним чином завдяки революційному прийомі персонажів, що розмовляють безпосередньо з аудиторією). Фільм «Рашомон» справив такий глибокий культурний вплив, що на його честь названо навіть психосоціологічний феномен. Названий на честь дослідження у фільмі спогадів очевидців про злочин, цей феномен означає і спосіб, у який одну подію можна інтерпретувати з кількох, а часом і однаково правдоподібних, точок зору.
Сюжетний механізм, відомий під назвою «Ефект Рашомона», стосується мистецтва оповіді та ще одного використовуваного прийому — ненадійного оповідача.
Фільм «Рашомон» досліджує, як мотив, пам'ять і сприйняття впливають на істину, кидаючи виклик уявленню про те, чи істина може існувати в її пуристичній формі без певної частки суб'єктивності, спонукає до роздумів про слабкість людської пам'яті — чи є спогади, сформовані схильностями, упередженнями і фантазіями, настільки спотвореними, що точне переказування неможливе. Режисер «Рашомона» все ж таки передбачає, що глядач застосує якщо не раціональний, то принаймні аналітичний підхід, інакше глядач не зможе зробити той висновок, на який режисер налаштовує в кінці фільму.
Ефект Рашомона полягає не лише в конструюванні різних версій світу на основі відмінностей у перспективі; це відбувається, коли такі розбіжності з’являються разом із відсутністю доказів для оцінки будь-якої версії істини, плюс «соціальний тиск для закриття питання».
Основний ефект — змусити глядачів поставити під сумнів важливість того, як подаються свідчення та інформація. Мораль «Рашомона» найкраще виражена словами одного з персонажів, який каже, що «це людська природа — брехати, навіть самому собі». Люди по-різному інтерпретують факти, навіть коли вони спостерігають ту саму подію. Знаменитий японський фільм минулого «Рашомон» частково нагадує ситуацію з пост-правдою.
«Ефект Рашомона» став синонімом літературної техніки, коли одна й та сама подія подається через різні та несумісні свідчення залучених персонажів.
Багато фільмів і телешоу використовували ефект Рашомона шляхом техніки розповіді, фрагментованій та заснованій на використанні суперечливих аналепсів (флешбеків) від різних оповідачів. Багато фільмів, які використовують більшою чи меншою мірою той самий специфічний наративний прийом, що й «Рашомон», підштовхують глядачів замислитися про природу та концепцію істини, водночас визнаючи їхнє власне хибне сприйняття.
Фільм «Рашомон» (1950) належить до ліричних досліджень справедливості та смертності в кіно. Він був одним із перших фільмів, який використовував кілька (суперечливих) спогадів про одну й ту саму подію, що нині є основним прийомом кримінальних драм. Але фільм — це більше, ніж суспільствознавство, оскільки ми спостерігаємо цей інцидент у суперечливих спогадах за спогадами.

## Відеороботи, що використовують Рашомон-ефект
Методи написання сценарію в стилі Рашомон були задіяні у сценарії «Зникла дівчина» (Девід Фінчер, 2014).
Цей стиль конфліктної оповіді Рашомона можна знайти в «Скажених псах», одному з найкращих фільмів Квентіна Тарантіно.
Деякі приклади фільмів, у сценарній техніці яких використано ефект Рашомона: «Звичайні підозрювані» (Браян Сінгер, 1995), «Стрічка» (Річард Лінклейтер, 2001), «Герой» (Чжан Їмоу, 2002), «Слон» (Гас Вант Сент, 2003; у фільмі ефект Рашомона тривожно руйнується), «Точка огляду» (Піт Трейвіс, 2008), містичний фільм «Ножі наголо» (Раян Джонсон, 2019).
Примхи спогадів і те, як вони залежать від власної ідентичності та інтересів, також є темою незавершеного польського фільму 1963 року «Пасажир» (за мотивами радіоп'єси 1959 року), в якому в'язень Аушвіца і охоронець по-різному згадують події в цьому нацистському концтаборі.

### Приклади в телесеріалах
- «CSI: Місце злочину» (сезон 6 № 21 «Подружка нареченої Диявола (Рашомама)»),
- «Швидка допомога» (сезон 8 № 1 «Чотири кути»)
- «Сімпсони» (сезон 10 № 23 «Тридцять хвилин над Токіо»)
- «Південний парк» (сезон 13 № 5 «Рибні палички»)
- «Губка Боб» (5 сезон № 1 «Друг чи ворог»)[28]
- «Новий Зоряний шлях» (Сезон 3 № 14, Епізод 62 «Питання точки зору»)
- «Надприродне» (сезон 2 № 15 «Високі казки»)
- «Цілком таємно» (сезон 3 № 20 «Хосе Чанг з космосу») (сезон 5 № 12 «Погана кров»)
- «Доктор Хаус» (8 сезон № 11 «Ніхто не винен»)

## За межами екрану
За межами екранознавства та кінодосліджень цей когнітивний та культурний феномен поширюється на  багато інтелектуальних галузей. Версія ефекту Рашомона зустрічається в комунікації та інших соціальних науках, таких як пізнання, епістемологія, антропологія, психологія, соціологія та правознавство.
Термін стосується мотивів, механізму та випадків висвітлення обставин і стосується спірних інтерпретацій подій, існування розбіжностей щодо доказів подій («стадія розходження в деталях»), а також суб'єктивності та об'єктивності у людському сприйнятті, пам'яті («Рашомон у нашій пам'яті») та висвітленні подій.
Історія терміна та його перестановки в кіно, літературі, юриспруденції, психології, соціології та історії є предметом колективної монографії 2015 року під редакцією Блера Девіса, Роберта Андерсона та Яна Воллза під назвою  «Ефекти Рашомона»: Куросава, Рашомон та їхня спадщина».
У сучасному академічному контексті Роберт Андерсон, професор комунікації в Університеті Саймона Фрейзера у Ванкувері, визначає цей ефект як «позначення епістемологічної рамки — або способів мислення, знання та запам'ятовування — необхідних для розуміння складних і неоднозначних ситуацій».
Валері Алія назвала той самий ефект «Принципом Рашомона», широко використовуючи цей варіант з кінця 1970-х років, вперше опублікувавши його в есе про політику журналістики в 1982 році. Примітно, що вона розвинула цей термін в есе 1997 року («Принцип Рашомона: Журналіст як етнограф») і в своїй книзі «Медіа-етика та соціальні зміни» 2004 року.
Послуговуючись терміном хронотоп (це те, як конфігурації часу та простору представлені в мові та дискурсі), який був використаний російським літературознавцем Михайлом Бахтіним, який використовував його як центральний елемент у своїй теорії значення в мові та літературі (у літературній теорії та філософії мови), а пізніше поняття було розширене різними авторами, прийом Рашомон описують як літературний прийом розриву лінійного хронотопу, що полягає у тому, що ті самі події описуються з ракурсу декількох персонажів.
Демонстрацію принципу Рашомона в науковому розумінні можна знайти в журнальній статті з етнографії Карла Г. Гайдера 1988 року. Гайдер використовував цей термін для позначення впливу суб'єктивності сприйняття на спогад, завдяки якому спостерігачі події можуть створювати суттєво різні, але однаково вірогідні звіти про неї.
У справі Верховного суду штату Квінсленд «Австралійський інститут прогресу ЛТД проти Виборчої комісії Квінсленду та інших штатів» (№ 2) суддя Епплгарт Джей писав про це:
Ефект Рашомона описує, як сторони описують подію в різний і суперечливий спосіб, що відображає їх суб'єктивну інтерпретацію та корисливу пропаганду, а не об'єктивну правду. Ефект Рашомона проявляється, коли подія є результатом судового розгляду. Не варто дивуватися, коли обидві сторони стверджують, що виграли справу.— 
«Ефект Рашомона» є добре відомою проблемою кримінального правосуддя, де корисливі упередження учасників і свідків забарвлюють їхні свідчення, навіть якщо ненавмисно. У деяких випадках є серйозні наслідки для соціальної природи судових рішень, коли відповідальність призначається помилково, як, наприклад, у справах про вбивство або інші тяжкі злочини.
Переживання ефекту Рашомона є дуже соціальним процесом, дуже комунікативним процесом.
У соціальних науках «ефект Рашомона» використовується для позначення ситуацій, коли важливість події, мети або цінності, визначеної в абстрактних термінах, не заперечується, але існують різні погляди або оцінки щодо того, чому, як, хто і для чого. Хоча «ефект Рашомона» має важливі епістемологічні наслідки, він також може бути евристичним ресурсом для підходу до аналізу наративів і телеологій, за допомогою яких конструюється, структурується і репрезентується соціальна реальність.